# Eragrostis andicola
Eragrostis andicola är en gräsart som beskrevs av Robert Elias Fries. Eragrostis andicola ingår i släktet kärleksgrässläktet, och familjen gräs. Inga underarter finns listade i Catalogue of Life.